# زائدة الأندلسية
زائدة هي زوجة الفتح (الملقب بالمأمون) بن المعتمد بن عبّاد والمعتمد بن عبّاد كان ملك إشبيلية، وهي دولة من دويلات الطوائف. عندما هاجم المرابطون مملكة إشبيلية في عام 1091  هربت زائدة إلى مملكة قشتالة حاملة معها أولادها (من المأمون)، وخدمها، وهناك استقبلها ألفونسو السادس ملك قشتالة، ثم أُعجب بها ألفونسو وتزوجها، وتنصَّرت وتنصَّر أولادها، وخدمها معها.
أنجبت زائدة من ألفونسو ابنه الوحيد سانشو، الذي قُتل لاحقاً على يد المرابطين في معركة أقليش عام 501 هـ - 1108م، وتوفيت زائدة عند ولادة ولدها عام 1097 أو 1098.
غالباً ما يتم الخلط بينها، وبين زوجة ألفونسو السادس إيزابيلا، لأن كليهما حمل نفس الأسم، بحيث اعتبر بعض المؤرخين بأنها هي الزوجة الرابعة، ومع ذلك اعتبرت الزوجة إيزابيلا ابنة لويس ملك فرنسا، وهذا نقش موجود على قبرها.[بحاجة لمصدر]

## أعمال فنية
في مسلسل ملوك الطوائف (أدّت دورها ديمة قندلفت) تظهر زائدة كزوجة للمأمون بن المعتمد، ولكنّ المسلسل يذكر بأن زوجها قُتِل أثناء دخول المرابطين لمملكة إشبيلية، بينما يذكر مصدر تاريخي على أن المأمون هذا قُتل من قبل قوات المأمون بن ذي النون (ملك طليطلة) عام 462 هـ / 1069م.